# Charles Bunbury, 8. Baronet

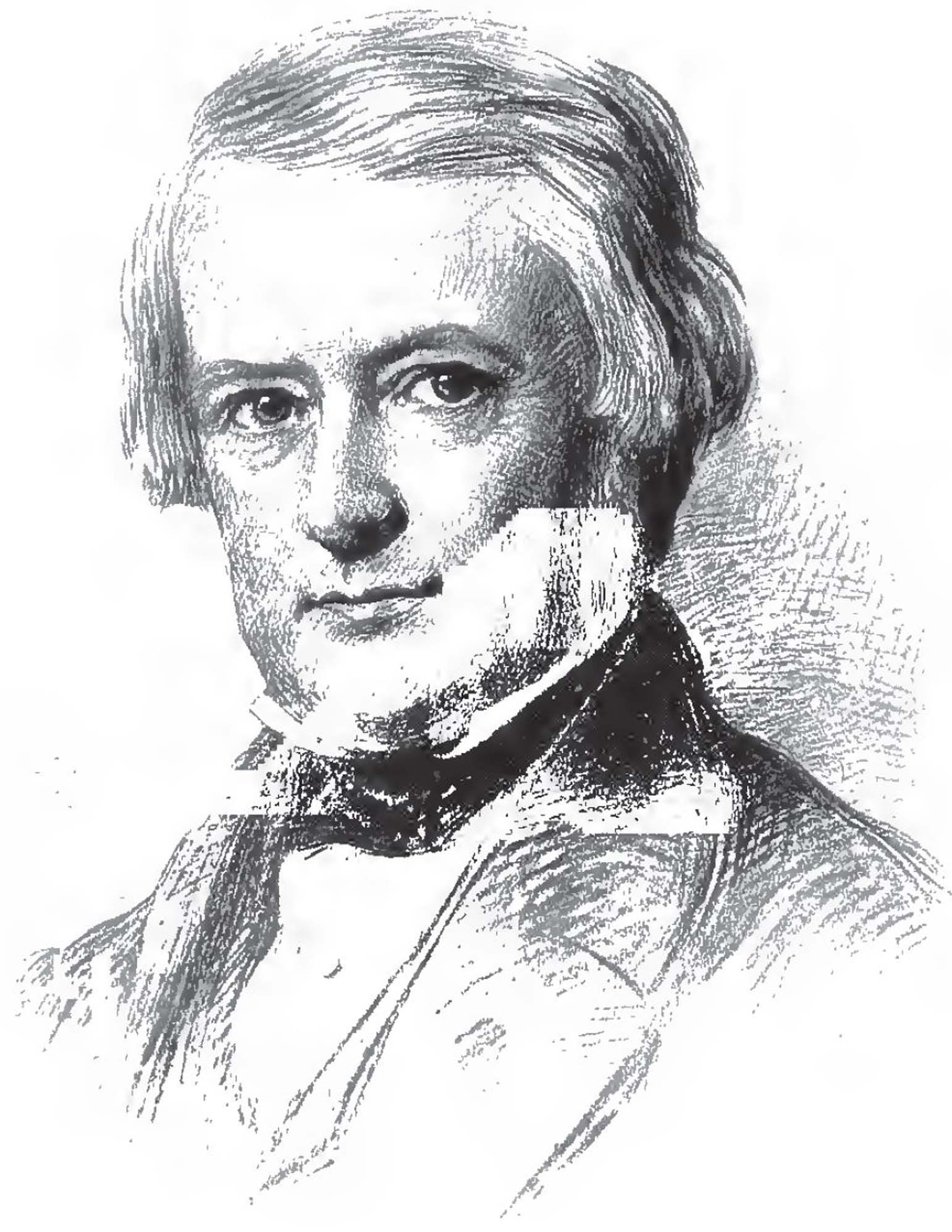
Charles James Fox Bunbury, nach einer Zeichnung von Eden Upton Eddis (1812–1901)

Sir Charles James Fox Bunbury, 8. Baronet (* 4. Februar 1809 in Messina; † 17. Juni 1886 in Barton Hall, Bury St Edmunds, Suffolk) war ein britischer Naturforscher und Tagebuchschreiber.
Sein botanisches Autorenkürzel lautet „Bunbury“.

## Leben und Wirken
Charles Bunbury war ein Sohn von Sir Henry Edward Bunbury, 7. Baronet (1778–1860) und dessen Frau Louisa Emilia Fox (um 1788–1828). Er wurde im italienischen Messina geboren, als sein Vater dort als Leiter der Generalquartiermeister-Abteilung der British Army stationiert war. Als dieser 1813 zum Unterstaatssekretär des War Departments befördert wurde, zog die Familie in ein Haus der Familie in Mildenhall in Suffolk. 1824, drei Jahre nach dem Tod von Sir Thomas Charles Bunbury, 6. Baronet (1740–1821), zog die seine Eltern auf das Familienanwesen in Great Barton in Suffolk. Bunbury war ein kränklicher Junge, daher verbrachte er viel Zeit in Heil- und Seebädern. Seine Mutter erweckte in ihm das Interesse für Botanik, sein Vater unterstützte seine Begeisterung für Mineralien und Geologie. 1829 ging Bunbury an das Trinity College in Cambridge und begann dort zwei Jahre später ein Studium, ohne jedoch einen Abschluss zu erreichen.
Von 1833 bis 1835 war Bunbury Sekretär seines Onkels Henry Stephen Fox (1791–1846), der Generalbevollmächtigter der britischen Regierung in Rio de Janeiro war. Dort sammelte Bunbury unter anderem Pflanzen. Nach seiner Rückkehr wurde er Mitglied der Linnean Society of London sowie der Geological Society of London und verkehrte in den Kreisen des Holland House. 1835 wurde er als Kandidat der Whigs von Bury St Edmunds für das House of Commons gewählt, unterlag aber zwei Jahre später bei der britischen Unterhauswahl.
Als sein Onkel George Thomas Napier 1837 zum Gouverneur der Kapkolonie ernannt wurde, begleitete Bunbury diesen nach Kapstadt. Dort unternahm Bunbury botanische Exkursion und lernte unter anderem die Botaniker Carl Ferdinand Heinrich von Ludwig (1784–1847) und William Henry Harvey sowie den Astronom John Herschel kennen. Anfang März 1839 kehrt Bunbury nach England zurück. In William Jackson Hookers London Journal of Botany veröffentlichte er über seine Botanical Excursions in South Africa von 1842 bis 1844 eine dreiteilige Artikelserie.  1848 folgte sein Journal of a Residence at the Cape of Good Hope.
1842 unternahm Bunbury eine kurze Tour durch Frankreich und Italien. Er lernte Charles Lyell und kurz darauf Leonard Horner (1785–1864) kennen, dessen Tochter Frances Joanna Horner (1814–1894) Bunbury Ende Mai 1844 heiratete. Die Ehe blieb kinderlos. Aufgrund seines Interesses für Geologie und Botanik spezialisierte sich Bunbury auf Paläobotanik. Bunbury begann ein umfängliches Tagebuch, das detaillierte Einblicke in die Entwicklung der viktorianischen Naturgeschichte gibt.
Am 5. Juni 1851 wurde er als Mitglied in die Royal Society aufgenommen. Beim Tod seines Vaters 1860 wurde Bunbury 8. Baronet, of Bunbury in the County of Oxford and of Stanney Hall in the County of Chester, und zog mit seiner Frau von Mildenhall nach Barton Hall. Von 1868 an war Bunbury High Sheriff von Suffolk.
Da er keine männlichen Nachkommen hatte, erbte bei seinem Tod, 1886, sein Bruder Edward Herbert Bunbury (1811–1895) seinen Adelstitel.

## Dedikationsnamen
William Henry Harvey benannte ihm zu Ehren die Pflanzengattung Bunburia aus der Familie der Hundsgiftgewächse.

## Schriften (Auswahl)
Bücher
- Journal of a Residence at the Cape of Good Hope. John Murray, London 1848 (online).
- Memoir and Literary Remains of Lieutenant-General Sir Henry Edward Bunbury, Bart. Spottiswoode & Co., London 1868. - als Herausgeber
- Botanical fragments. Spottiswoode, London 1883
- Botanical notes at Barton & Mildenhall, Suffolk. S.R. Simpson, Mildenhall 1889. - posthum herausgegeben von Frances Joanna Bunbury

Zeitschriftenbeiträge
- On certain undedcribed and rare Plants found in Brazil. In: The Gardeners’ Chronicle. Band 1, Nummer 19, 1841, S. 294 (online).
- Remarks on certain Plants of Brazil, with descriptions of some which appear to be new. In: Proceedings of the Linnean Society of London. Band 1, Nummer 12, 1841, S. 108–110 (online).
- Botanical Excursions in South Africa. In: The London Journal of Botany. Band 1, 1842, S. 549–570 (online).
- Botanical Excursions in South Africa. (Continued from page 570 of vol. I.) In: The London Journal of Botany. Band 2, 1843, S. 15–41 (online).
- Botanical Excursions in South Africa. (Continued from page 41 of vol. II.) In: The London Journal of Botany. Band 3, 1844, S. 242–263 (online).
- On some remarkable Fossil Ferns from Frostburg, Maryland, collected by Mr. Lyell. In: Quarterly Journal of the Geological Society Band 2, 1846, S. 82–91 (online).
- Notes on the Fossil Plants communicated by Mr. Dawson from Nova Scotia.  In: Quarterly Journal of the Geological Society Band 2, 1846, S. 136–139 (online).
- On fossil plants from the Coal Formation of Cape Breton. In: Quarterly Journal of the Geological Society Band 3, 1847, S. 423–428 (online).
- On the occurrence in the Tarantaine of certain species of Fossil Plants, associated in the same bed with Belemnites. In: Report of eighteenth Meeting of the British Association Meeting. Teil 2, 1848, S. 64 (online).
- On Fossil Plants from the Anthracite Formation of the Alps of Savoy. In: Quarterly Journal of the Geological Society. Band 5, 1849, S. 130–142 (online).
- On some Fossil Plants from the Jurassic Strata of the Yorkshire Coast. In: Quarterly Journal of the Geological Society. Band 7, 1851, S. 179–194 (online).
- Description of a peculiar Fossil Fern from the Sydney Coal Field, Cape Breton. In: Quarterly Journal of the Geological Society. Band 8, 1852, S. 31–35 (online).
- On the Vegetation of Buenos Ayres and the neighbouring districts. In: Proceedings of the Linnean Society of London. Band 2, 1853, S. 220–231 (online).
- Notice of some appearances observed on Draining a Mere near Wretham Hall, Norfolk. In: Quarterly Journal of the Geological Society. Band 12, 1856, S. 355–356 (online).
- Remarks on the Botany of Madeira and Teneriffe. In: Journal of the Proceedings of the Linnean Society of London. Botany. Band 1, Nummer 1, 1856, S. 1–35 (online).
- On a remarkable Specimen of Neuropteris; with Remarks on the Genus. In: Quarterly Journal of the Geological Society. Band 14, 1858, S. 243–249 (online).
- On some Vegetable Remains from Madeira. In: Quarterly Journal of the Geological Society. Band 15, 1859, S. 50–59 (online).
- Notes on a Collection of Fossil Plants from Nágpur, Central India. In: Quarterly Journal of the Geological Society. Band 17, 1861, S. 325–346 (online).